# Curt Weigelt
Curt Heinrich Weigelt (* 10. März 1844 in Neurode; † 12. Juni 1911) war ein deutscher Chemiker, Publizist und Sachverständiger für Abwässer und Fischerei.

## Leben
Weigelt war ein Sohn des Julius Heinrich Weigelt, Oberappellationsgerichtsrat in Stettin. Er besuchte ab 1964 das Königliche Gewerbeinstitut in Berlin und studierte danach in Gießen. 1867 zog er nach Leipzig und wurde dort im darauffolgenden Jahr mit einer Schrift über die Patellarsäure (eine Flechtensäure) zum Dr. phil. promoviert. Anschließend war er als Assistent an der Großherzoglichen Landwirtschaftlichen Versuchsstation in Karlsruhe tätig. 1874 trat er in den Reichsdienst von Elsaß-Lothringen ein und wurde Direktor der Kaiserlichen Landwirtschaftlichen Versuchsstation in Rouffach. 1877 ging er nach Berlin, wo er als Privatgelehrter tätig war und 1888 zum Professor berufen wurde. 1892 bis 1898 leitete er als Generalsekretär den Deutschen Fischerei-Verband. Er wirkte als Sachverständiger für Abwasserfragen der Deutschen chemischen Industrie und publizierte einige Schriften zu seinem Fachgebiet.
Curt Weigelt starb 1911. Er war mit Gertrud geb. Middeldorpf verheiratet. Der Kunsthistoriker Curt H. Weigelt war sein Sohn.

## Schriften (Auswahl)
- Der Deutsche Fischerei-Verein und seine Leistungen, seine Organisation und seine Aufgaben. F.Rupertus, Berlin 1897.
- Der "Nebenfang" der Hochseefischerei im Dienste der Landwirthschaft. Vortrag gehalten im Klub der landwirthe zu Berlin am 26. Februar 1889, Becker & Hornberg, Berlin 1889.
- Die Abfälle der Seefischerei : experimentelle Untersuchungen über deren Natur, Menge, Verarbeitung und Verwerthung auf Veranlassung der Sektion für Küsten- und Hochseefischerei des deutschen Fischerei-Vereins. W. Moeser, Berlin 1891.
- Die Schädigung der Fischerei durch Haus- und Fabrikabwässer. Verlag von B. Grundmann, Berlin 1892.
- Mittheilungen der landwirtschaftlichen Versuchs-Station für Elsass-Lothringen. Wiegandt, Hempel & Parey, Berlin 1878.
- Unsere natürlichen Fischgewässer, wie sie sein sollten und wie sie geworden sind, nebst einem Anhang enthaltend Vorschriften für die Entnahme von Wasserproben für die Untersuchung. E. Ulmer, Stuttgart 1900.
- Vorschriften für die Entnahme und Untersuchung von Abwässern und Fischwässern aufgestellt von einer wissenschaftlichen Kommission des Deutschen Fischerei-Vereins nebst Beiträgen zur Beurteilung unserer natürlichen Fischgewässer. Deutscher Fischerei-Verein, Berlin 1900.